# Штернберг, Фриц
Фри́дрих «Фриц» Ште́рнберг (нем. Friedrich «Fritz» Sternberg, 11 июня 1895, Бреслау — 18 октября 1963, Мюнхен) — немецкий экономист и политик, теоретик марксизма, член Социалистической рабочей партии Германии.

## Биография
Фридрих Штернберг родился 11 июня 1895 года в силезском городе Бреслау. Он был пятым ребёнком в многодетной еврейской семье. В тринадцать лет, будучи гимназистом, впервые познакомился с идеями социализма. С 1910 года печатался в местной социал-демократической газете «Die Volkswacht». Одновременно с этим Фридрих Штернберг входит в ряды еврейского молодёжного движения, где знакомится с немецко-еврейским философом Мартином Бубером. После окончания школы в 1913 году изучал экономику: сперва в Бреслау, затем — в Берлине. В свободное от учёбы время сотрудничает с социалистическими сионистскими организациями. В 1914 году Фридрих Штренберг порывает с Социал-демократической партией Германии, парламентская фракция которой поддержала начало Первой мировой войны и последовавший за ним военный заём. В мае 1916 года был призван в армию. На оккупированной германской армией российской территории Польши Штернберг знакомится с идеологией Бунда и в августе 1917 года вступает в его ряды. В последующие годы (примерно с 1922 года) Штернберг причисляет себя к сторонникам социал-сионистской организации Поалей Цион. Ноябрьскую революцию 1918 года встретил в своём родном городе и был избран в городской солдатский совет.

### Веймарская республика
Летом 1919 года Штернберг жил в Вене, где наряду с другими предметами изучал психоанализ. Во время зимнего семестра 1919/20 начинает преподавательскую деятельность в университете Франкфурта, замещая во время семинаров Франца Оппенгеймера. В течение трёх лет совмещает преподавательскую деятельность с собственным обучением, большое внимание уделяя изучению теории предельной полезности. Однако, в 1923 году из-за неудачной попытки соискательства доцентуры и разногласий с Францем Оппенгеймером Фридрих Штернберг отказывается от университетской карьеры и сосредотачивается на изучении империализма. По финансовым причинам, был вынужден вернуться в родной город, где основывает дискуссионный марксистский кружок, который позднее стал основой для местной ячейки Социалистической рабочей партии Германии. Продолжает работать над своей книгой «Империализм». Примерно в это же время Штернберг, который в 1921 году принимал участие в сионистском конгрессе в Карлсбаде, отходит от идей сионизма.
В этот период Штернберг налаживает контакты как с известными деятелями культуры (такими как Бертольт Брехт, Лион Фейхтвангер, Жорж Грос), так с различными марксистскими деятелями и организациями. Возможно, именно Штернберг наряду с Карлом Коршем стал той фигурой, под влиянием которой будущий классик немецкого театра Бертольт Брехт стал сторонником марксистских идей. Выход в 1926 году книги «Империализм» вызвал широкий резонанс в немецком обществе. Получив известность, Штернберг стал регулярно публиковать статьи в рабочих и профсоюзных газетах, его приглашали для проведения курсов и семинаров. Это помогло ему улучшить своё материальное положение. В 1927 году Штернберг участвует в антифашистском конгрессе в Брюсселе. В 1929 и 1930 годах дважды посещает Советский Союз, где имел множество встреч с советскими учёными и политическим деятелями, в числе которых были Евгений Варга, Карл Радек, Николай Бухарин. В 1930—1933 года, вплоть до запрета газеты регулярно печатается в популярном журнале «Die Weltbühne», как правило, под псевдонимами «Томас Тарн» (нем. Thomas Tarn) и «К. Л. Гершторф» (нем. K.L. Gerstorff). Этот период отмечен тесным сотрудничеством с публицистом Хансом Майером (впоследствии — Жан Амери); в квартире у Штернберга неоднократно останавливался поэт Петер Хухель. 7 ноября 1931 года вступил в только что созданную Социалистическую рабочую партию Германии (СРПГ), активным членом которой был все последующие годы, несмотря на прогрессирующее заболевание диабетом. Штернберг выступал на митингах СРПГ, организовывал внутрипартийные курсы, постоянно печатался в партийной прессе. В 1932 году на выборах в прусский парламент был первым номером в избирательном списке Социалистической рабочей партии Германии от Берлина; выборы были неудачными, СРПГ набрала всего 0,4 % голосов. Вместе с журналистом Клаусом Цвейлингом является автором проекта программы первого съезда Социалистической рабочей партии Германии. Вместе с Цвейлингом, руководством Социалистического молодёжного союза Германии — молодёжной организации СРПГ, а также с бывшими членами «Коммунистической партии — Оппозиции» Паулем Фрёлихом и Якобом Вальхером относился в левому крылу Социалистической рабочей партии Германии. Левое крыло ратовало за превращение СРПГ в революционную марксистскую партию; в начале 1933 года одержало победу во внутрипартийной дискуссии с руководством партии (Курт Розенфельд, Макс Зейдевиц), которые придерживались левых идей социал-демократии.

### Эмиграция. Послевоенное время
После приход национал-социалистов к власти Штернберг подвергается двойной опасности — как марксист и как еврей. После поджога Рейхстага вынужден перейти на нелегальное положение и 12 мая 1933 года под видом спортсмена-горнолыжника через Исполиновы горы перешёл в Чехословакию, откуда в дальнейшем перебрался в Базель. Там он жил в течение трёх лет на полулегальном положении, испытывая серьёзные финансовые трудности, при этом старался помогать членам СРПГ, нелегально иммигрировавших в Швейцарию из южных областей нацистской Германии. В конце августа — начале сентября 1933 года во французском местечке Руайян Штернберг неоднократно встречался со Львом Троцким по поводу создания экономической платформы для Четвёртого Интернационала, однако при обсуждении конкретных вопросов возникли непреодолимые разногласия. Весной 1936 года Штернберга высылают из Швейцарии и он переезжает в Париж, где располагалось руководство СРПГ в изгнании. Изредка принимал участие в Кружке Лютеция — попытке создания Народного фронта из различных немецких эмигрантских политических организаций. Вплоть до 1939 года Штернберг один из главных авторов эмигрантских изданий Социалистической рабочей партии Германии — «Die Marxistische Tribüne» и «Die Neue Front — Organ für proletarisch-revolutionäre Sammlung», а также в ряде других газет и журналов, включая «Neuen Weltbühne» и даже буржуазные «St. Galler Tagblatt» и «Economist».
В мае 1939 года по туристической визе въехал в США. В связи с началом Второй мировой войны ему сперва было продлено пребывание по туристической визе, затем, в 1943 году Штернберг получает иммиграционную визу, в 1948 году — гражданство США. Работает как независимый журналист с рядом американских изданий, в числе которых «The Nation» и «The New Republic», занимается расследованием финансовой поддержки фондом Рокфеллера и Брукингского института немецкой военной экономики. В 1944 году стал одним из подписавших под программой немецкого теолога-социалиста Пауля Тиллиха, инициировавшего Совет за демократическую Германию. Одновременно с этим поддерживает тесные контакты с профсоюзными лидерами США, благодаря чем получает возможность вести занятия и курсы для членов профсоюзов. Для того, что добыть средства к существованию, Штернберг выступает с лекциями и семинарами в различных университетах США.
В 1950 году впервые с 1933 года посещает Германию, где 20 августа как представитель североамериканских социалистов участвует в социалистической демонстрации во Франкфурте-на-Майне. В 1951 году совершил трёхнедельное путешествие в Югославию, где среди прочих встречался с Эдвардом Карделем. С 1954 года окончательно перебирается в Европу (сохранив гражданство США), где вплоть до самой смерти в 1963 году работал экспертом в профсоюзных организациях, в комитетах и комиссиях Социал-демократической партии Австрии и левого крыла Социал-демократической партии Германии.

## Произведения
- 1921 — Евреи как носители новой экономики в Палестине (Die Juden als Träger einer neuen Wirtschaft in Palästina. Eine Studie). Вена.
- 1926 — Империализм (Der Imperialismus). Берлин.
- 1929 — Империализм и его критика (Der Imperialismus und seine Kritiker). Берлин.
- 1930 — Поворот в науке? Критика книги Генрика Гроссмана: Закон накопления и краха капиталистической системы. Вместе с тем позитивное исследование империализма. (Eine Umwälzung der Wissenschaft? Kritik des Buches von Henryk Großmann: Das Akkumulations- und Zusammenbruchgesetz des kapitalistischen Systems. Zugleich eine positive Analyse des Imperialismus). Берлин.
- 1932 — Упадок немецкого капитализма (Der Niedergang des deutschen Kapitalismus). Берлин.
- 1935 — Фашизм у власти (Der Faschismus an der Macht). Амстердам.
- 1938 — Германия и молниеносная война (Germany and a Lightning War). Лондон.
- 1939 — Истоки нацизма. Почему Гитлер не может одержать победу. (From Nazi Sources. Why Hitler can’t win). Нью-Йорк/Торонто.
- 1947 — Наступающий кризис (The coming Crisis). Нью-Йорк/Торонто.
- 1948 — Как остановить русских без войны (How to stop the Russians without war). Нью-Йорк/Торонто.
- 1949 — Жизнь в период кризиса. Борьба против депрессии и войны. (Living with the Crisis. The Battle against Depression and War). Нью-Йорк.
- 1951 — Capitalism an Socialism on Trial. Нью-Йорк.
- 1953 — Конец революции. Советская Россия — от революции до реакции. (The End of a Revolution. Soviet Russia — From Revolution to Reaction. Нью-Йорк.
- 1955 — Маркс и современность. Тенденция развития во второй половине двадцатого века (Marx und die Gegenwart. Entwicklungstendenzen in der zweiten Hälfte des zwanzigsten Jahrhunderts). Кёльн.
- 1959 — Милитаристская и индустриальная революция (Die militärische und die industrielle Revolution). Берлин/Франкфурт-на-Майне.
- 1961 — Wer beherrscht die zweite Hälfte des 20. Jahrhunderts? — Кёльн/Берлин.
  - Кто будет господствовать во второй половине XX века? : пер. с нем. — М. : Издательство иностранной литературы, 1962. — 241, [1] с. : табл.
- 1963 — Поэт и разум. Память о Бертольте Брехте. (Der Dichter und die Ratio. Erinnerungen an Bertolt Brecht). Гёттинген.
- 1965 — Anmerkungen zu Marx — heute. Frankfurt am Main 1965.
- Империализм и кризисы : Дискуссия [в Институте мирового хозяйства и мировой политики] / Фриц Штернберг. — [Москва] : изд-во Ком. акад, 1930. — 180 с.